# Johanna Wolf
Johanna Wolf (1 de junho de 1900 - 5 de junho de 1985) foi uma das secretárias de Adolf Hitler. No fim da Segunda Guerra Mundial, foi presa em Bad Tölz. Permaneceu como prisioneira dos estadunidenses até 14 de janeiro de 1948. Diferentemente de secretárias como Traudl Junge, Wolf se negou a discutir qualquer assunto relacionado ao ditador alemão.